# Heterotrissocladius maeaeri
Heterotrissocladius maeaeri is een muggensoort uit de familie van de dansmuggen (Chironomidae). De wetenschappelijke naam van de soort is voor het eerst geldig gepubliceerd in 1949 door Brundin.
De soort komt in Noorwegen voor en staat aldaar niet op een rode lijst.